# Tercera División de España 1976-77
La temporada 1976–77 de la Tercera División de España de fútbol corresponde a la 40.ª edición del campeonato y se disputó entre el 5 de septiembre de 1976 y el 26 de junio de 1977.

## Sistema de competición
La Tercera División de España 1976-77 fue organizada por la Federación Española de Fútbol (RFEF).
El campeonato contó con la participación de 80 clubes divididos en cuatro grupos. La competición siguió un sistema de liga, de modo que los equipos de cada grupo se enfrentaron entre sí, todos contra todos en dos ocasiones -una en campo propio y otra en campo contrario- sumando un total de treinta y ocho jornadas. El orden de los encuentros se decidió por sorteo antes de empezar la competición.
Se estableció una clasificación con arreglo a los puntos obtenidos en cada enfrentamiento, a razón de dos por partido ganado, uno por empatado y ninguno en caso de derrota. En caso de empate a puntos entre dos o más clubes en la clasificación, se tuvo en cuenta el mayor cociente de goles. 
En esta temporada hubo un cambio significativo debido a la futura creación de la Segunda División B en la siguiente campaña y que relegaba a la Tercera División como cuarta categoría nacional. Por ste motivo hay numerosos ascensos a la nueva categoría. 
Los primeros clasificados de cada grupo ascendieron directamente a Segunda División, mientras que los clasificados entre el segundo y el décimo puesto ascendieron directamente a Segunda División B.
Los dos últimos clasificados disputaron la Promoción de Permanencia en sistema de eliminatoria ante equipos de Regional.

## Clasificaciones

### Grupo I
| Pos. | Equipo                    | Pts. | PJ | G  | E  | P  | GF | GC | Dif. | Clasificación                     |
| ---- | ------------------------- | ---- | -- | -- | -- | -- | -- | -- | ---- | --------------------------------- |
| 1    | Baracaldo C. F. (A)       | 55   | 38 | 23 | 9  | 6  | 73 | 31 | +42  | Ascenso a Segunda División        |
| 2    | C. D. Orense (A)          | 49   | 38 | 21 | 7  | 10 | 73 | 48 | +25  | Ascenso a Segunda División B      |
| 3    | C. D. Ensidesa (A)        | 49   | 38 | 21 | 7  | 10 | 59 | 32 | +27  | Ascenso a Segunda División B      |
| 4    | Bilbao Atlético (A)       | 49   | 38 | 20 | 9  | 9  | 53 | 29 | +24  | Ascenso a Segunda División B      |
| 5    | Sestao S. C. (A)          | 43   | 38 | 18 | 7  | 13 | 56 | 46 | +10  | Ascenso a Segunda División B      |
| 6    | Racing de Ferrol (A)      | 41   | 38 | 16 | 9  | 13 | 47 | 43 | +4   | Ascenso a Segunda División B      |
| 7    | U. P. Langreo (A)         | 41   | 38 | 17 | 7  | 14 | 69 | 57 | +12  | Ascenso a Segunda División B      |
| 8    | Caudal Deportivo (A)      | 39   | 38 | 11 | 17 | 10 | 39 | 32 | +7   | Ascenso a Segunda División B      |
| 9    | S. D. Compostela (A)      | 39   | 38 | 16 | 7  | 15 | 54 | 56 | −2   | Ascenso a Segunda División B      |
| 10   | C. D. Basconia (A)        | 39   | 38 | 17 | 5  | 16 | 59 | 58 | +1   | Ascenso a Segunda División B      |
| 11   | C. D. Guecho              | 38   | 38 | 14 | 10 | 14 | 59 | 57 | +2   |                                   |
| 12   | Club Guernica             | 37   | 38 | 15 | 7  | 16 | 38 | 52 | −14  |                                   |
| 13   | Arenas Club               | 36   | 38 | 13 | 10 | 15 | 52 | 64 | −12  |                                   |
| 14   | C. D. Lugo                | 34   | 38 | 12 | 10 | 16 | 43 | 47 | −4   |                                   |
| 15   | C. D. Gijón               | 34   | 38 | 10 | 14 | 14 | 41 | 52 | −11  |                                   |
| 16   | Gimnástica de Torrelavega | 33   | 38 | 12 | 9  | 17 | 43 | 57 | −14  |                                   |
| 17   | C. D. Naval               | 30   | 38 | 12 | 6  | 20 | 41 | 60 | −19  |                                   |
| 18   | Arosa S. C.               | 28   | 38 | 8  | 12 | 18 | 36 | 54 | −18  |                                   |
| 19   | Gran Peña Celtista        | 27   | 38 | 8  | 11 | 19 | 42 | 65 | −23  | Acceso a Promoción de permanencia |
| 20   | C. D. Laredo (D)          | 19   | 38 | 3  | 13 | 22 | 31 | 68 | −37  | Acceso a Promoción de permanencia |

 Fuente: Fútbol Regional

### Grupo II
| Pos. | Equipo                 | Pts. | PJ | G  | E  | P  | GF | GC | Dif. | Clasificación                     |
| ---- | ---------------------- | ---- | -- | -- | -- | -- | -- | -- | ---- | --------------------------------- |
| 1    | C. A. Osasuna (A)      | 55   | 38 | 23 | 9  | 6  | 68 | 20 | +48  | Ascenso a Segunda División        |
| 2    | Cultural Leonesa (A)   | 54   | 38 | 23 | 8  | 7  | 62 | 30 | +32  | Ascenso a Segunda División B      |
| 3    | C. D. Pegaso (A)       | 50   | 38 | 20 | 10 | 8  | 65 | 35 | +30  | Ascenso a Segunda División B      |
| 4    | Castilla C. F. (A)     | 50   | 38 | 21 | 8  | 9  | 76 | 38 | +38  | Ascenso a Segunda División B      |
| 5    | Atlético Madrileño (A) | 47   | 38 | 18 | 11 | 9  | 58 | 37 | +21  | Ascenso a Segunda División B      |
| 6    | C. D. Mirandés (A)     | 45   | 38 | 19 | 7  | 12 | 60 | 45 | +15  | Ascenso a Segunda División B      |
| 7    | Real Unión de Irún (A) | 40   | 38 | 14 | 12 | 12 | 51 | 54 | −3   | Ascenso a Segunda División B      |
| 8    | Palencia C. F. (A)     | 40   | 38 | 14 | 12 | 12 | 42 | 40 | +2   | Ascenso a Segunda División B      |
| 9    | C. D. Tudelano (A)     | 39   | 38 | 14 | 11 | 13 | 42 | 45 | −3   | Ascenso a Segunda División B      |
| 10   | A. D. Torrejón (A)     | 38   | 38 | 12 | 14 | 12 | 38 | 39 | −1   | Ascenso a Segunda División B      |
| 11   | S. D. Ponferradina     | 36   | 38 | 15 | 6  | 17 | 47 | 69 | −22  |                                   |
| 12   | San Sebastián C. F.    | 34   | 38 | 14 | 6  | 18 | 49 | 54 | −5   |                                   |
| 13   | C. D. Logroñés         | 32   | 38 | 9  | 14 | 15 | 39 | 51 | −12  |                                   |
| 14   | C. D. Colonia Moscardó | 32   | 38 | 11 | 10 | 17 | 38 | 50 | −12  |                                   |
| 15   | Zamora C. F.           | 31   | 38 | 12 | 7  | 19 | 37 | 66 | −29  |                                   |
| 16   | Talavera C. F.         | 31   | 38 | 11 | 9  | 18 | 44 | 71 | −27  |                                   |
| 17   | C. D. Carabanchel      | 31   | 38 | 13 | 5  | 20 | 45 | 65 | −20  |                                   |
| 18   | C. D. Calahorra        | 27   | 38 | 6  | 15 | 17 | 36 | 55 | −19  |                                   |
| 19   | C. D. Lagun Onak (D)   | 24   | 38 | 7  | 10 | 21 | 41 | 60 | −19  | Acceso a Promoción de permanencia |
| 20   | C. D. Touring (D)      | 24   | 38 | 6  | 12 | 20 | 41 | 65 | −24  | Acceso a Promoción de permanencia |

 Fuente: Fútbol Regional

### Grupo III
| Pos. | Equipo                       | Pts. | PJ | G  | E  | P  | GF | GC | Dif. | Clasificación                     |
| ---- | ---------------------------- | ---- | -- | -- | -- | -- | -- | -- | ---- | --------------------------------- |
| 1    | C. D. Sabadell C. F. (A)     | 48   | 38 | 20 | 8  | 10 | 61 | 33 | +28  | Ascenso a Segunda División        |
| 2    | Gerona C. F. (A)             | 46   | 38 | 20 | 6  | 12 | 71 | 39 | +32  | Ascenso a Segunda División B      |
| 3    | R. C. D. Mallorca (A)        | 46   | 38 | 20 | 6  | 12 | 59 | 42 | +17  | Ascenso a Segunda División B      |
| 4    | C. D. Eldense (A)            | 45   | 38 | 21 | 3  | 14 | 54 | 42 | +12  | Ascenso a Segunda División B      |
| 5    | C. D. Olímpico de Játiva (A) | 43   | 38 | 13 | 17 | 8  | 45 | 32 | +13  | Ascenso a Segunda División B      |
| 6    | C. D. Atlético Baleares (A)  | 41   | 38 | 13 | 15 | 10 | 39 | 29 | +10  | Ascenso a Segunda División B      |
| 7    | Vinaroz C. F. (A)            | 39   | 38 | 14 | 11 | 13 | 45 | 51 | −6   | Ascenso a Segunda División B      |
| 8    | S. D. Huesca (A)             | 39   | 38 | 14 | 11 | 13 | 47 | 41 | +6   | Ascenso a Segunda División B      |
| 9    | U. D. Lérida (D)             | 38   | 38 | 14 | 10 | 14 | 58 | 53 | +5   | Ascenso a Segunda División B      |
| 10   | Onteniente C. F. (A)         | 38   | 38 | 12 | 14 | 12 | 39 | 35 | +4   | Ascenso a Segunda División B      |
| 11   | Gimnástico de Tarragona      | 38   | 38 | 15 | 8  | 15 | 33 | 36 | −3   |                                   |
| 12   | Deportivo Aragón             | 38   | 38 | 14 | 10 | 14 | 51 | 45 | +6   |                                   |
| 13   | U. D. Poblense               | 36   | 38 | 13 | 10 | 15 | 33 | 40 | −7   |                                   |
| 14   | Yeclano C. F.                | 35   | 38 | 12 | 11 | 15 | 41 | 55 | −14  |                                   |
| 15   | C. D. Constancia             | 35   | 38 | 11 | 13 | 14 | 32 | 47 | −15  |                                   |
| 16   | C. D. Villena                | 34   | 38 | 10 | 14 | 14 | 43 | 59 | −16  |                                   |
| 17   | S. D. Ibiza                  | 34   | 38 | 11 | 12 | 15 | 33 | 45 | −12  |                                   |
| 18   | C. F. Gandía                 | 33   | 38 | 11 | 11 | 16 | 32 | 52 | −20  |                                   |
| 19   | C. F. Reus Deportivo         | 32   | 38 | 10 | 12 | 16 | 38 | 41 | −3   | Acceso a Promoción de permanencia |
| 20   | C. D. Acero                  | 22   | 38 | 7  | 8  | 23 | 27 | 64 | −37  | Acceso a Promoción de permanencia |

 Fuente: Fútbol Regional
Notas:
1. ↑  Para la siguiente temporada el C. F. Reus Deportivo cambió su nombre a Club de Futbol Reus Deportiu

### Grupo IV
| Pos. | Equipo                   | Pts. | PJ | G  | E  | P  | GF | GC | Dif. | Clasificación                     |
| ---- | ------------------------ | ---- | -- | -- | -- | -- | -- | -- | ---- | --------------------------------- |
| 1    | Real Murcia C. F. (A)    | 53   | 36 | 23 | 7  | 6  | 73 | 25 | +48  | Ascenso a Segunda División        |
| 2    | A. D. Ceuta (A)          | 46   | 36 | 18 | 10 | 8  | 59 | 30 | +29  | Ascenso a Segunda División B      |
| 3    | A. D. Almería (A)        | 45   | 36 | 19 | 7  | 10 | 68 | 34 | +34  | Ascenso a Segunda División B      |
| 4    | Linares C. F. (A)        | 44   | 36 | 17 | 10 | 9  | 38 | 25 | +13  | Ascenso a Segunda División B      |
| 5    | C. D. Díter Zafra (A)    | 42   | 36 | 14 | 14 | 8  | 50 | 40 | +10  | Ascenso a Segunda División B      |
| 6    | C. D. Badajoz (A)        | 40   | 36 | 16 | 8  | 12 | 47 | 50 | −3   | Ascenso a Segunda División B      |
| 7    | Algeciras C. F. (A)      | 40   | 36 | 16 | 8  | 12 | 42 | 41 | +1   | Ascenso a Segunda División B      |
| 8    | Xerez C. D. (A)          | 37   | 36 | 14 | 9  | 13 | 51 | 41 | +10  | Ascenso a Segunda División B      |
| 9    | Racing Portuense (A)     | 37   | 36 | 13 | 11 | 12 | 43 | 39 | +4   | Ascenso a Segunda División B      |
| 10   | Sevilla Atlético (A)     | 36   | 36 | 11 | 14 | 11 | 39 | 46 | −7   | Ascenso a Segunda División B      |
| 11   | C. D. Cacereño           | 35   | 36 | 12 | 11 | 13 | 41 | 49 | −8   |                                   |
| 12   | Jerez Industrial C. F.   | 33   | 36 | 10 | 13 | 13 | 32 | 51 | −19  |                                   |
| 13   | C. D. San Fernando       | 29   | 36 | 8  | 13 | 15 | 38 | 48 | −10  |                                   |
| 14   | C. D. Valdepeñas         | 29   | 36 | 8  | 13 | 15 | 40 | 50 | −10  |                                   |
| 15   | Mérida Industrial C. F.  | 29   | 36 | 11 | 7  | 18 | 32 | 51 | −19  |                                   |
| 16   | Gimnástico Melilla       | 28   | 36 | 10 | 8  | 18 | 38 | 51 | −13  |                                   |
| 17   | Orihuela Deportiva C. F. | 28   | 36 | 10 | 8  | 18 | 31 | 55 | −24  |                                   |
| 18   | C. D. Guadalajara        | 27   | 36 | 7  | 13 | 16 | 45 | 57 | −12  |                                   |
| 19   | Betis Deportivo (D)      | 26   | 36 | 9  | 8  | 19 | 42 | 66 | −24  | Acceso a Promoción de permanencia |
| 20   | S. D. Melilla (D)        | 0    | 0  | 0  | 0  | 0  | 0  | 0  | 0    | Acceso a Promoción de permanencia |

 Fuente: Fútbol Regional
Notas:
1. ↑  La S. D. Melilla se retiró antes del inicio de la competición para fusionarse con el Gimnástico Cabrerizas y formar el Club Gimnástico Melilla

## Promoción de permanencia en Tercera División

### Equipos clasificados
Los siguientes equipos se clasificaron para la promoción de permanencia desde Tercera División:
| 19º Gran Peña Celtista                                  | 19º C. D. Lagun Onak | 19º C. F. Reus Deportivo | 19º Betis Deportivo |
| 20º C. D. Laredo                                        | 20º C. D. Touring    | 20º C. D. Acero          |                     |
| En negrita equipos que descienden a Categoría Regional. |                      |                          |                     |

## Resumen
Ascendieron a Segunda División:
| - Club Atlético Osasuna | - Baracaldo Club de Fútbol | - Club Real Murcia | - Centre d'Esports Sabadell Futbol Club |

Ascendieron a Segunda División B:
| Grupo I - Club Deportivo Orense - Club Deportivo Ensidesa - Bilbao Athletic Club - Sestao Sport Club - Racing Club de Ferrol - Unión Popular de Langreo - Caudal Deportivo - Sociedad Deportiva Compostela - Club Deportivo Basconia | Grupo II - Cultural y Deportiva Leonesa - Club Deportivo Pegaso - Castilla Club de Fútbol - Atlético Madrileño Club de Fútbol - Club Deportivo Mirandés - Real Unión Club de Irún - Palencia Club de Fútbol - Club Deportivo Tudelano - Agrupación Deportiva Torrejón | Grupo III - Gerona Club de Fútbol - Real Club Deportivo Mallorca - Club Deportivo Eldense - Club Deportivo Olímpico de Játiva - Club Deportivo Atlético Baleares - Vinaroz Club de Fútbol - Sociedad Deportiva Huesca - Unión Deportiva Lérida - Onteniente Club de Fútbol | Grupo IV - Agrupación Deportiva Ceuta - Agrupación Deportiva Almería - Linares Club de Fútbol - Club Deportivo Díter Zafra - Club Deportivo Badajoz - Algeciras Club de Fútbol - Xerez Club Deportivo - Racing Club Portuense - Sevilla Atlético Club |

Descendieron a Divisiones Regionales: 
| - Club Deportivo Lagun Onak | - Club Deportivo Laredo | - Club Deportivo Touring |